# Vescovato (Italie)
Pour les articles homonymes, voir Vescovato (homonymie).
Vescovato est une commune de la province de Crémone dans la région Lombardie en Italie.

## Histoire
- Maison Gonzague, lignée de Vescovato

## Administration
| Période                                  | Période | Identité | Étiquette | Qualité |
| ---------------------------------------- | ------- | -------- | --------- | ------- |
|                                          |         |          |           |         |
| Les données manquantes sont à compléter. |         |          |           |         |

### Communes limitrophes
Cicognolo, Gadesco-Pieve Delmona, Grontardo, Malagnino, Pescarolo ed Uniti, Pieve San Giacomo, Sospiro